# Lewis Tappan
Lewis Tappan (Northampton, 23 maggio 1788 – Brooklyn Heights, 21 giugno 1873) è stato un mercante, attivista ed abolizionista newyorkese statunitense, che dedicò la sua vita a garantire la libertà agli africani schiavizzati a bordo dell'Amistad. Nacque a Northampton, nel Massachusetts, in una famiglia calvinista.
Tappan fu anche uno dei fondatori dell'American Missionary Association nel 1846, che istituì oltre 100 chiese congregazionali antischiaviste in tutto il Midwest. Dopo la Guerra civile americana, l'associazione fondò numerose scuole e college per sostenere l'istruzione dei liberti.
Contattato dagli abolizionisti del Connecticut poco dopo l'arrivo in porto dell'Amistad, Tappan dedicò molta attenzione agli africani prigionieri. Assicurò l'acquisizione di avvocati di alta qualità per i prigionieri, portando infine al loro rilascio dopo che il caso ebbe raggiunto la Corte Suprema degli Stati Uniti. Insieme al fratello Arthur, Tappan non solo assicurò l'assistenza legale e l'assoluzione degli africani, ma riuscì anche a ottenere il sostegno dell'opinione pubblica e a raccogliere fondi. Infine, organizzò il viaggio di ritorno in Africa per i membri superstiti del gruppo.

## Storia e contesto
Lewis Tappan era il fratello del senatore Benjamin Tappan e dell'abolizionista Arthur Tappan. I suoi genitori della classe media, Benjamin Tappan (1747-1831) e Sarah Homes Tappan (1748-1826), erano rigorosi congregazionalisti. Una volta che Lewis fu abbastanza adulto per lavorare, aiutò il padre in un negozio di prodotti essiccati. Inoltre, nel 1826 entrò in società con il fratello Arthur nel settore della seta. Lewis fungeva da responsabile del bilancio. Al suo sedicesimo compleanno, esplorò altri settori del commercio e, nel 1841, fondò The Mercantile Agency, la prima agenzia di rating commerciale di New York. La Mercantile Agency fu la precorritrice di Dun & Bradstreet (D&B) e dei moderni servizi di valutazione del credito. D&B esiste ancora oggi.
Convinto da Arthur a leggere una biografia di William Wilberforce, che aveva condotto la causa dell'abolzionismo in Gran Bretagna, Tappan iniziò la sua ricerca per l'abolzionismo negli Stati Uniti. È noto per la sua opera di liberazione degli africani dalla nave spagnola Amistad.
Lewis Tappan sposò  Susanna Aspinwall., sorella del  Col. Thomas Aspinwall., console statunitense a Londra, e cugina di altri abolizionisti di spicco,  Samuel Aspinwall Goddard. (SAG) e suo nipote, il  Rev. Samuel May. della Massachusetts Anti-Slavery Society, la cui madre era la sorella di SAG,  Mary Goddard May..

## La nascita dell'abolizionismo
Nonostante la sua educazione congregazionalista, Lewis Tappan fu attratto dall'unitarianismo per ragioni intellettuali e sociali. William Ellery Channing, un ministro unitariano, divenne il pastore di Tappan. Sostenitore della pace, Channing ebbe un ruolo influente nella decisione di Tappan di aderire alla Società per la pace del Massachusetts. Nel 1827 suo fratello Arthur lo convinse a tornare a una dottrina trinitaria. Tappan si unì ad Arthur nella chiesa congregazionale. Lewis Tappan inizialmente sostenne l'American Colonization Society (ACS), che promuoveva l'invio dei neri liberati dagli Stati Uniti in Africa, partendo dal presupposto che questa fosse la loro patria, indipendentemente dal luogo di nascita.
Frustrato dalla lentezza dei progressi dell'ACS, Tappan e un consistente nucleo di uomini, tra cui suo fratello Arthur, Theodore Dwight Weld, Gerrit Smith, Amos A. Phelps e James Gillespie Birney, lasciarono l'ACS per unirsi a quello che sarebbe diventato noto come il campo “immediatista”, che voleva porre fine alla schiavitù negli Stati Uniti. Weld acquisì una notevole influenza in seguito al passaggio dei fratelli Tappan a questo gruppo. Nel dicembre 1833, a Filadelfia, Lewis Tappan si unì ad attivisti come William Lloyd Garrison per formare l'American Antislavery Society.
L'uscita dei Tappan dall'ACS si spiega in parte con la morte di un africano da loro rimpatriato. Catturato in Africa e ridotto in schiavitù nel Mississippi, Abdul Rahman Ibrahima Sori era un principe Fulani. Aveva contatti commerciali potenzialmente redditizi in Africa. In parte per motivi commerciali, i Tappan si concentrarono sul rimpatrio di Ibrahim, che alla fine avvenne. Poco dopo aver raggiunto la sua patria, però, Ibrahim morì nel 1829. Ciò pose fine alle speranze dei Tappan di stabilire facilmente un commercio africano consistente.
I fratelli Tappan erano congregazionalisti e moralisti intransigenti; anche all'interno del movimento abolizionista, altri membri trovavano le loro opinioni estreme. Lewis Tappan sosteneva il matrimonio misto, all'epoca chiamato “amalgamazione”, come soluzione a lungo termine per le questioni razziali, in quanto tutte le persone sarebbero state di razza mista. Sognava un'America “dalla pelle di rame”, dove la razza non avrebbe definito nessun uomo, donna o bambino. Tappan considerò l'arrivo dell'Amistad e dei suoi africani sulle coste americane come un “evento provvidenziale” che avrebbe permesso al “cuore della nazione” di essere “toccato dal potere della simpatia”.
I fratelli Tappan crearono branche dell'American Antislavery Society (AAS) in tutto lo stato di New York e in altre aree solidali. Sebbene Tappan fosse popolare tra molti, gli oppositori dell'abolizione attaccarono le sue case e le sue chiese con incendi dolosi e vandalismi.
Lewis iniziò un invio di materiale abolizionista su scala nazionale, che provocò violente offese negli Stati Uniti meridionali e denunce da parte dei politici democratici, che lo accusarono di voler dividere l'Unione. Nel Nord, gli invii generarono un'ampia simpatia e un sostegno finanziario alla American Antislavery Society. Nel 1840, comunque, il programma antischiavista si era ampliato e il movimento si era frazionato.
Dopo il 1840, l'abolizionismo di matrice ecclesiastica divenne dominante. In quell'anno Tappan formò la American and Foreign Anti-Slavery Society in disaccordo con l'AAS. Quest'ultima permise a una donna, Abby Kelley, di essere eletta a far parte del comitato d'affari dell'AAS. A causa delle sue rigide convinzioni religiose, Tappan si oppose alla partecipazione delle donne in veste ufficiale nella società pubblica.
Tappan fondò la rivista abolizionista Human Rights e una rivista antischiavista per bambini, The Slave's Friend.

## Il movimento del lavoro manuale nell'educazione
“Nel luglio del 1831, Lewis Tappan, George Washington Gale e altri fondarono la Società per la promozione del lavoro manuale nelle istituzioni letterarie, e più tardi, nello stesso anno, convinsero Theodore Weld, una dimostrazione vivente ed eloquente dei risultati del lavoro manuale con lo studio, ad accettare l'agenzia generale”. Il lavoro manuale, più comunemente agricolo o in una tipografia, avrebbe dovuto apportare agli studenti i benefici fisici e morali (psicologici) dell'esercizio fisico, fornendo al contempo una sorta di aiuto finanziario agli studenti bisognosi. Tra gli incarichi affidati a Weld, che nel 1832 viaggiò per oltre 7 200 chilometri (4 500 mi) e tenne più di 200 conferenze sul lavoro manuale e la temperanza, c'era quello di “trovare un sito per una grande istituzione nazionale di lavoro manuale dove si potesse fornire una formazione per il ministero occidentale a giovani poveri ma seri”. Su raccomandazione di Weld, i Tappan sostennero il nuovo Lane Theological Seminary di Cincinnati. Quando Weld guidò un esodo di massa verso Oberlin, questo ricevette il loro sostegno.

## Il caso dell'Amistad
Nel 1841, il caso dell'Amistad fu sottoposto a processo. Tappan assistette a tutti i giorni del processo e scrisse i resoconti giornalieri del procedimento per The Emancipator, un giornale abolizionista del New England. Era un collaboratore abituale. Durante i processi a New Haven, nel Connecticut, Tappan fece in modo che alcuni studenti dell'Università di Yale dessero lezioni di inglese agli africani imprigionati. Le lezioni comprendevano l'apprendimento della lettura delle Scritture del Nuovo Testamento e il canto di inni cristiani. Gli africani, in seguito, sfruttarono queste competenze per raccogliere fondi per tornare in Africa.
Dopo aver ottenuto una vittoria legale presso la Corte suprema degli Stati Uniti, Tappan progettò di utilizzare gli africani dell'Amistad come base per il suo sogno di cristianizzare l'Africa. A lui è intitolato il villaggio di Mo Tappan, sede di una missione presso il Popolo Mende, nell'odierna Sierra Leone.
Dalla storia dell'Amistad è stato tratto il film omonimo del 1997, diretto da Steven Spielberg, dove il ruolo di Lewis Tappan è stato interpretato da Stellan Skarsgård.

## Gli anni della guerra civile
Nel 1846 Tappan fu tra i fondatori dell'Associazione Missionaria Americana (AMA), guidata da ministri congregazionali e presbiteriani, sia bianchi che neri. L'associazione collegava gli attivisti antischiavisti dell'Est con quelli dell'Ohio e del Midwest. Inoltre, si occupò della gestione di numerose missioni eterogenee: una missione a Oberlin, nell'Ohio, per gli Ojibway della zona di Red Lake, una missione in Giamaica, una missione Mende per gli africani dell'Amistad e una missione per i neri in fuga che vivevano in Canada. Con la crescita della sua importanza, l'AMA ampliò le sue attività. Tra queste, iniziò 115 chiese congregazionali antischiaviste nell'Illinois, con l'aiuto di ministri antischiavisti come Owen Lovejoy.
Nel 1858 Tappan fu tesoriere dell'AMA. Sotto la guida del presidente Lawrence Brainerd, di Tappan, del segretario di corrispondenza per l'estero Rev. George Whipple e del Segretario di corrispondenza per le missioni domestiche Rev. S. S. Jocelyn, l'AMA si oppose all'American Board of Commissioners for Foreign Missions e all'American Home Missionary Society, potenti e di lunga data, a causa della loro presunta complicità con lo schiavismo. Durante e dopo la Guerra civile americana, Tappan e suo fratello Arthur lavorarono da New York con l'AMA per conto dei liberti del Sud. Nel dopoguerra, Tappan guidò la fondazione di numerose scuole e college per i liberati, i college e le università storicamente neri (HBCU).
Non volendo ridurre il suo impegno a favore di un'azione del governo statunitense contro la schiavitù negli Stati del Sud, Tappan e altri abolizionisti politici radicali denunciarono il Partito Democratico come essenzialmente favorevole agli schiavisti. Pur diffidando dei politici, Tappan sostenne vari partiti antischiavisti che culminarono nella formazione del Partito Repubblicano. Sia nel 1860 che nel 1864, Tappan votò per Abraham Lincoln.
Tappan sostenne il Proclama di emancipazione, ma riteneva che fossero necessarie ulteriori libertà. Scrisse a Charles Sumner: “Quando il povero negro avrà i suoi diritti? Non credo, finché non avrà un moschetto in una mano e una scheda elettorale nell'altra”.

## Filantropia
Tra i beneficiari dei sussidi di Lewis Tappan vi sono:
- American and Foreign Anti-Slavery Society[16]
- American Antislavery Society[16][17]
- American Colonization Society[16]
- American Missionary Association.[18]
- Human Rights.[19]
- Lane Seminary.[17]
- Oberlin College[16]
- Oneida Institute.[20]
- Amistad defendants.[21]

## Eredità
Nel 2009 Tappan è stato inserito nella National Abolition Hall of Fame, a Peterboro, New York.

## Scritti
- (EN) Lewis Tappan, Lewis Tappan, in Letter from a Gentleman in Boston to a Unitarian Clergyman of that City, 2nd, New York, T. R. Marvin, 1828.
- (EN) Lewis Tappan, Lettera a Eleazar Lord, Esq. in difesa delle misure per promuovere l'osservanza del sabato cristiano, New York, 1831.
- (EN) Lewis Tappan, Atti della sessione del Broadway Tabernacle, contro Lewis Tappan, con l'azione del Presbiterio e dell'Assemblea Generale, New York, 1839.
- (EN) Lewis Tappan, Discorso ai non schiavisti del Sud: sui mali sociali e politici della schiavitù, Address to the non slaveholders of the South, New York, S.W. Benedict, 1843.
- (EN) Lewis Tappan, Lettere relative a un libro "eliminato dal catalogo" dell'Unione Americana delle Scuole Domenicali, in ottemperanza alla dittatura del potere schiavista, New York, American and Foreign Antislavery Society, 1848.
- (EN) Lewis Tappan, La legge sugli schiavi fuggitivi: la sua storia e la sua incostituzionalità: con un resoconto del sequestro e della riduzione in schiavitù di James Hamlet, e del suo successivo ritorno in libertà, New York, William Harned, 1850.
- (EN) Lewis Tappan, Risposta alle accuse mosse contro la American and Foreign Anti-Slavery Society, &c., London, 1852.
- (EN) Lewis Tappan, La schiavitù americana, New York, 1852.
- (EN) Lewis Tappan, Storia dell'Associazione Missionaria Americana, costituzione e principi, ecc., New York, 1855.
- (EN) Lewis Tappan, La guerra: cause e rimedi, New York, 1861.
- (EN) Lewis Tappan, È giusto essere ricchi?, New York, Anson D, F. Randolph, 1869.
- (EN) Lewis Tappan, Lewis Tappan, in La vita di Arthur Tappan, New York, Hurd and Houghton, 1870.